# Liste der Studentenverbindungen in Hildburghausen

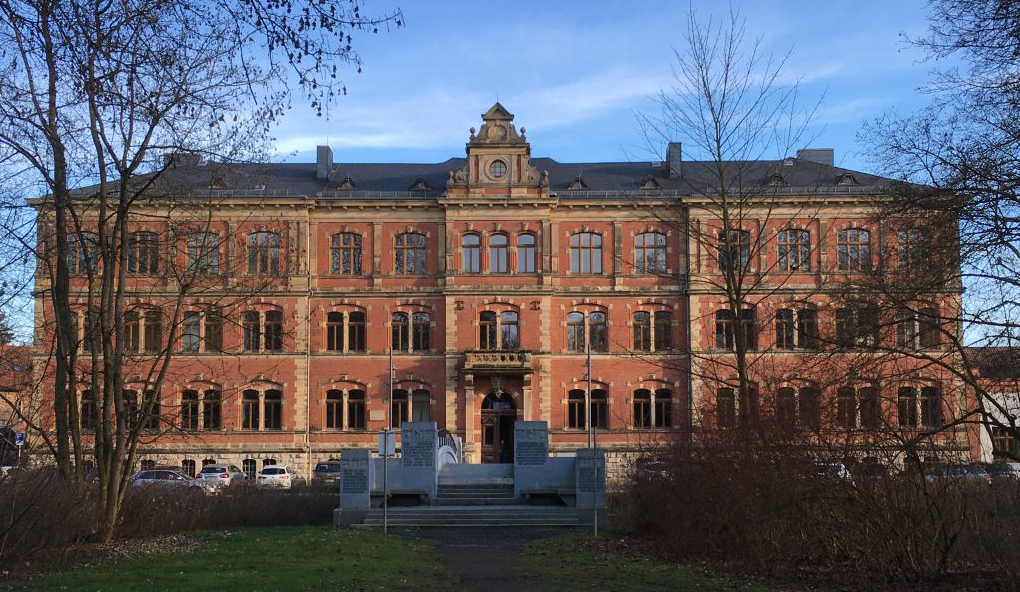
Technikum Hildburghausen

Die Liste der Studentenverbindungen in Hildburghausen verzeichnet die verlegten, suspendierten und erloschenen Studenten- und Schülerverbindungen in Hildburghausen, die am Technikum Hildburghausen, dem heutigen Staatlichen Berufsbildenden Schulzentrum Hildburghausen (Berufsschule), ansässig waren.

## Geschichte

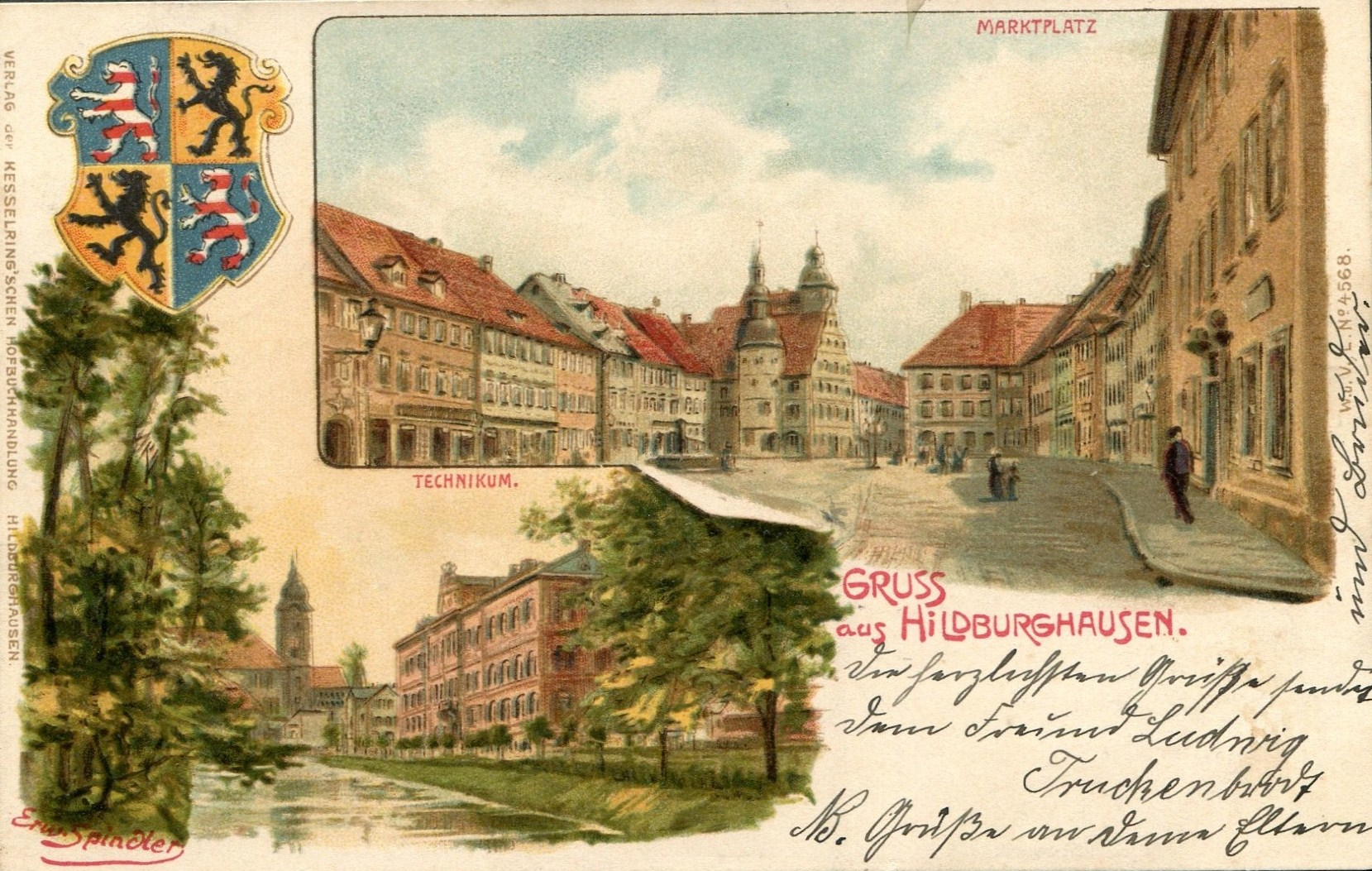
Ansichtskarte Hildburghausen

Von Anfang lagen dem Gründer und Direktor des Technikums, Harmsen Wilhelm Rathke, und anderen Dozenten viel daran, dass ihre Studenten die Möglichkeit hatten, studentischen Verbindungen beizutreten, da sie die Studenten während ihres Studiums unterstützten. Insbesondere im letzten Jahrzehnt des 19. Jahrhunderts entstanden viele studentische Verbindungen, so bestanden gleichzeitig bis zu 10 Korporationen in Hildburghausen.
1935 wurden die Verbindungen in der bis dahin bestehenden Form aufgelöst. So wurden die Altherrenschaften zwangsweise zur NS-Altherrenschaft im Fachschulring Hildburghausen und die Aktiven wurden in Form von Kameradschaften ihren Altherrenschaften angegliedert und gleichgeschaltet. 1946 wurde die Staatliche Ingenieur Schule geschlossen. So endete auch das studentische Leben in Hildburghausen, da auch nach dem 2. Weltkrieg die studentischen Verbindungen verboten blieben. Auch nach der Wiedervereinigung der deutschen Staaten wurde in Hildburghausen keine Hochschule wiedergegründet.
Der Verband ehemaliger Studierender des Technikums in Hildburghausen (VESTH) wurde 1963 von den ehemaligen Studierenden der nicht reaktivierten Verbindungen gebildet. Im Jahr 1964 wurde unter der Unterstützung des VESTH die Ingenieurverbindung Hildburgia – Coburg gegründet. Die Tradition des Technikums – bzw. der 1946 aufgelösten staatlichen Ingenieurschule Hildburghausen – wurde 1965 von der VESTH dem damaligen Polytechnikum in Coburg übergeben, wobei etwa 500 Personen anwesend waren. Eine Gedenktafel wurde während der Feierstunde enthüllt, auf der der Wahlspruch des Gründers „Segen ist der Mühe Preis“ zu sehen ist.
Hohes Alter und Krankheiten hinterließen auch bei den Ehemaligen ihre Spuren. So wurde der Hildburghäuser Freundschaftsbund (HFB) gegründet, um die Amtsgeschäfte an Jüngere abzugeben und den Zusammenhalt der reaktivierten Verbindungen zu fördern. Zu diesem gehören die Verbindungen CStV Unitas zu Wuppertal, IV Hildburghia zu Coburg und TV Bauhütte zu Kassel. Der HFB übernahm die Kontaktpflege zum ehemaligen Studienort und richtet seit der Wiedervereinigung regelmäßig Zusammenkünfte in Hildburghausen aus. Bis heute ist es ein selbst auferlegter Pflichtteil der Verbindungen des HFB, das Staatliche Berufsbildende Schulzentrum Hildburghausen und somit auch das ehemalige Technikum zu unterstützen.

## Verlegte Verbindungen
Nach dem Krieg konnten von den ehemaligen zehn Verbindungen drei reaktiviert werden. Eine weitere gründete sich neu aus den Mitgliedern der nicht reaktivierten Verbindungen. Die Sortierung erfolgt nach Gründungsdatum.
|  |
|  |
|  |
|  |
|  |

|  |
|  |
|  |

|  |
|  |
|  |
|  |
|  |

|  |
|  |
|  |
|  |
|  |

f.f. = farbenführend, wenn nichts angegeben farbentragend

## Inaktive und erloschene Verbindungen
Die Sortierung erfolgt nach Gründungsdatum.
|  |
|  |
|  |

|  |
|  |
|  |

|  |
|  |
|  |

|  |
|  |
|  |

|  |
|  |
|  |

|  |
|  |
|  |

|  |
|  |
|  |

|  |
|  |
|  |

|  |
|  |
|  |

f.f. = farbenführend, wenn nichts angegeben farbentragend

## Örtlicher Zusammenschluss
Der Hildburghäuser Chargierten Convent (HCC) war ein örtlicher Zusammenschluss der in Hildburghausen ansässigen Korporationen. Teil dessen waren die folgenden Korporationen: Wissenschaftliche Verbindung Markomannia, Sängerschaft Euphonia, Fechterschaft/Landsmannschaft Rhenania, Wissenschaftliche Verbindung Litteraria, Wissenschaftliche Verbindung Saxo-Thuringia, Elektro-Technische Verbindung Volta, Sängerschaft Philharmonia, Katholische Technische Verbindung Unitas, Turnerschaft Alemannia und Technische Verbindung Bauhütte.